# Besleria macahensis
Besleria macahensis är en tvåhjärtbladig växtart som beskrevs av Alexander Curt Brade. Besleria macahensis ingår i släktet Besleria och familjen Gesneriaceae. Inga underarter finns listade i Catalogue of Life.